# NGC 91
Désignations
NGC 91 est une étoile située dans la constellation d'Andromède.

## Histoire
Les premières observations ont lieu dans la seconde moitié du XIXe siècle. L'étoile est découverte dans la seconde moitié le 26 octobre 1854 par R. J. Mitchell, un astronome irlandais, assistant de William Parsons, qui pourrait avoir en lieu et place observé NGC 90. Elle est également observée le 5 octobre 1864 par Heinrich Louis d'Arrest, le 15 novembre 1884 par Guillaume Bigourdan. Enfin, l'astronome suédois Herman Schultz l'observe également.

## Confusion avec NGC 90

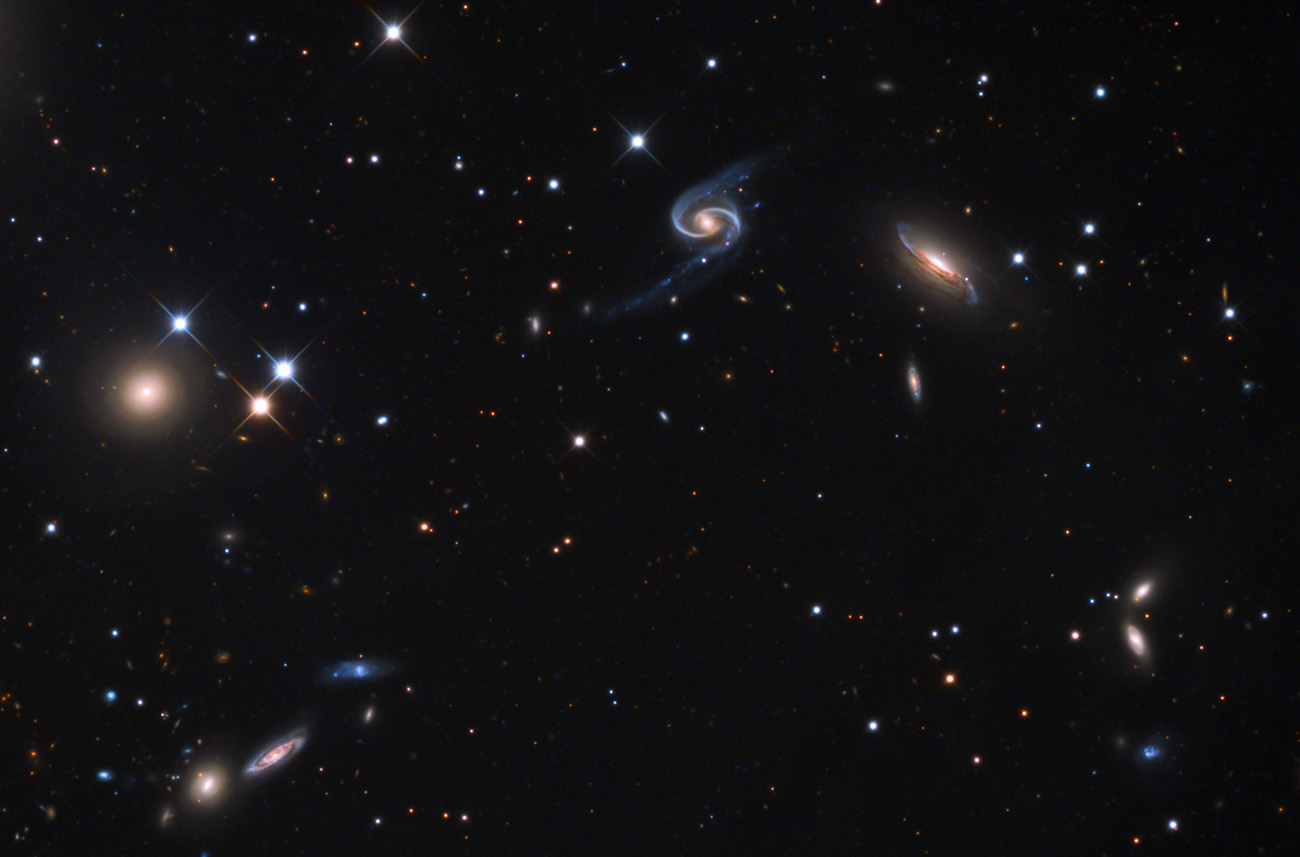
NGC 90

La littérature scientifique désigne parfois la galaxie NGC 90 sous la référence NGC 91. Ainsi, en 1982, des chercheurs proposent un modèle de balayage par effets de marée à l'échelle galactique pour le système formé par les galaxies NGC 93 et NGC 90, désignée comme étant NGC 91.

## NGC 91 dans les œuvres de fiction
Le titre Not a test du Peuple de l'Herbe, sur l'album A Matter of Time fait référence à un titre de fiction, Quand le soir tombe sur la nova NGC 91.